# 104
Évszázadok: 1. század – 2. század – 3. század
Évtizedek: 50-es évek – 60-as évek – 70-es évek – 80-as évek – 90-es évek – 100-as évek – 110-es évek – 120-as évek – 130-as évek – 140-es évek – 150-es évek
Évek: 99 – 100 – 101 – 102 –  103 – 104 – 105 – 106 – 107 – 108 – 109

## Események

### Római Birodalom
- Sextus Attius Suburanus Aemilianust és Marcus Asinius Marcellust választják consulnak.
- Lusitaniában kőhidat építenek a Tajo folyó fölött.
- Traianus új nevet ad a Legio X Gemina volt germaniai erődje melletti településnek: Ulpia Noviomagus Batavorum (ma Nijmegen).
- A dákok fellázadnak a római uralom ellen.

## Születések
- Caius Appuleius Diocles, római kocsihajtó

## Halálozások
- Marcus Valerius Martialis római költő

## Fordítás
- Ez a szócikk részben vagy egészben  az   AD 104 című angol Wikipédia-szócikk ezen változatának fordításán alapul.  Az eredeti cikk szerkesztőit annak laptörténete sorolja fel. Ez a jelzés csupán a megfogalmazás eredetét és a szerzői jogokat jelzi, nem szolgál a cikkben szereplő információk forrásmegjelöléseként.